# Myszka lotnicza T wz. 34
Myszka lotnicza T wz. 34 (bomba wz. T-34) – polska bomba odłamkowa wagomiaru 1 kg. Została skonstruowana przez kapitana Mikołaja Tarnowskiego jako następca poniemieckiej myszki nr 2.
Myszka wz. 34 była projektowana z założeniem, że w razie konieczności będzie produkowana w małych zakładach mechanicznych. Dlatego konstrukcja bomby oparta była na odcinku rury gazowej o średnicy 1 cala. Do jednego końca rury wspawywano blaszane dno, a następnie zawalcowywano statecznik z trzema brzechwami. Drugi koniec rury był gwintowany. Po elaboracji bomby topionym trotylem lub kwasem pikrynowym gwint pokrywano kitem kaolinowym (bomby elaborowane trotylem) lub kitem kauczukowym (bomby elaborowane kwasem pikrynowym) i wkręcano prosty zapalnik uderzeniowy o działaniu natychmiastowym. Bomby były podwieszane na wyrzutnikach poziomych Świąteckiego SW 12x10 w kasetach zawierających 10 myszek. Kaseta była zrzucana razem z myszkami, a bomby wypadały z niej już w powietrzu.